# La Mirada
La Mirada est une ville du comté de Los Angeles, dans l'État de Californie aux États-Unis. Lors du recensement de 2010, sa population était de 48 527 habitants.

## Géographie
Selon le Bureau de Recensement, elle a une superficie de 20,4 km2, dont 0,1 km2 de plans d'eau, soit 0,38 % du total.

## Démographie
| 1960   | 1970   | 1980   | 1990   | 2000   | 2010   |
| ------ | ------ | ------ | ------ | ------ | ------ |
| 22 444 | 30 808 | 40 986 | 40 452 | 46 783 | 48 527 |